# Fayence-Kachelofen (Altparadies)

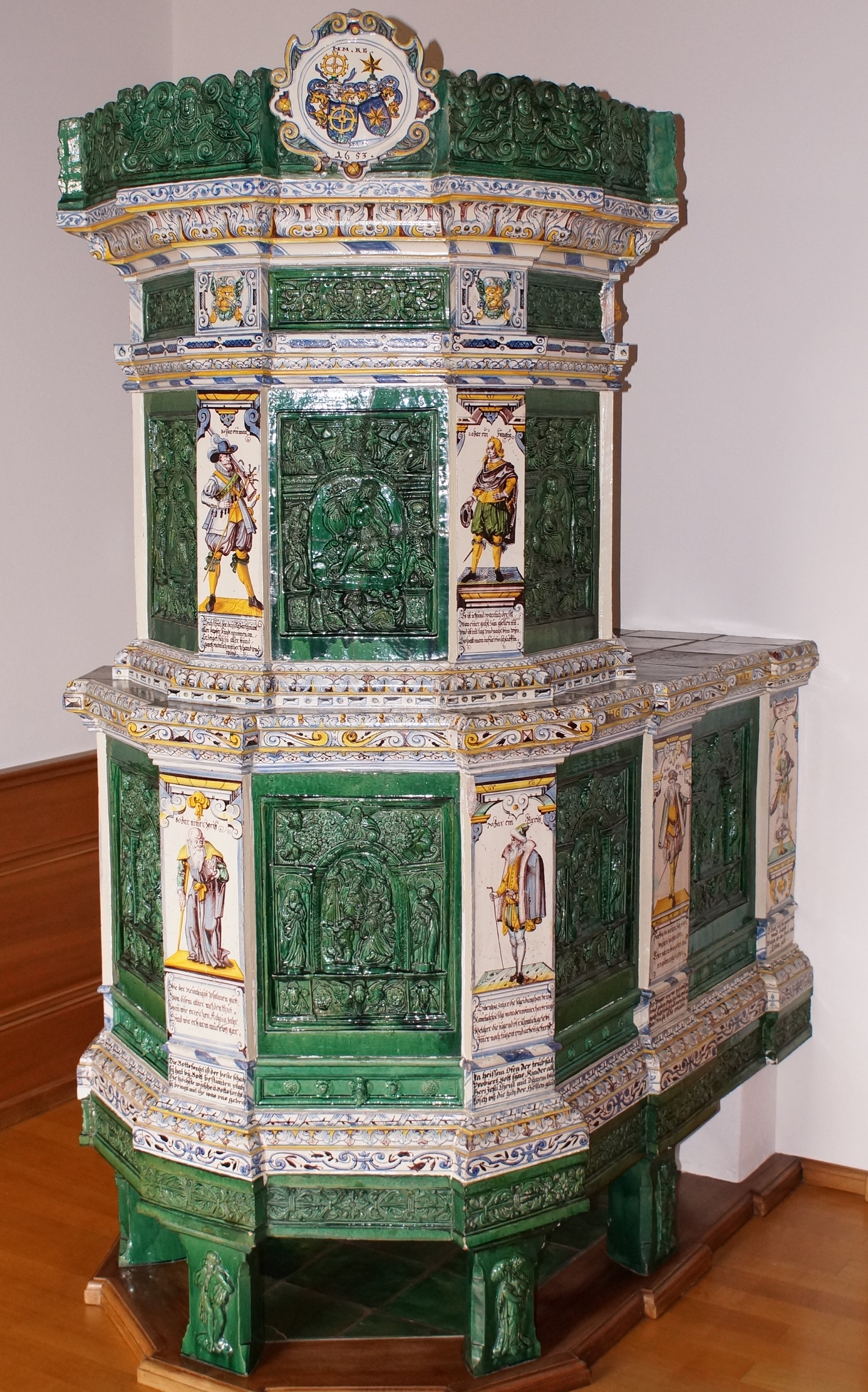
Der Fayence-Kachelofen von Hans Heinrich Graf aus Winterthur aus dem Jahr 1653 in der Eisenbibliothek im ehemaligen Kloster Paradies

Der Fayence-Kachelofen aus dem Jahr 1653 steht im Sitzungszimmer der Eisenbibliothek im Klostergut Paradies. Er ist aus Fayence gefertigt und stammt aus der Winterthurer Hafnerwerkstatt Graf. Das Klostergut befindet sich im Ortsteil Altparadies der Gemeinde Schlatt TG in der Schweiz.

## Geschichte
Der Ofenschild ist mit Jahreszahl 1653 datiert. Ausführender Hafner und Maler war Hans Heinrich Graf (II). Der Ofen befand sich ursprünglich im Haus zur Steigmühle in Winterthur, heute Turmhaldenstrasse 1. Später kam er nach Österreich, wo er um 1880 mit der Sammlung des Dirigenten und Komponisten Johann von Herbeck (1831–1877) versteigert wurde. Bis 1948 war er im Schloss Hollenburg in Krems an der Donau aufgestellt. Durch die Bemühungen der Georg Fischer AG kehrte der Ofen in die Schweiz zurück, wo er 1851 im Gästehaus der Firma, der späteren Eisenbibliothek einen neuen Standort fand.

## Beschreibung
Der Kachelofen hat eine Höhe von 210 Zentimetern, bei Tiefe von 196 Zentimetern ist er genau einen Meter breit. Der Ofen wird dem Typ VIII D der Winterthurer Kachelöfen zugeordnet.
Der Ofenschild ist asymmetrisch angeordnet und zeigt das Allianzwappen Müller-Ernst. Die Lisenen und Gesimse sind polychrom bemalt. Die Füllkacheln, Friese und Füsse sind grün glasiert.
Der Ofen wurde in die Österreichische Kunsttopographie (ÖKT) aufgenommen. – Das ehemalige Klarissenkloster Paradies gehört zum Kulturgut von nationaler Bedeutung im Kanton Thurgau.